# Brad Krevoy
Brad Krevoy (geb. vor 1990) ist ein US-amerikanischer Filmproduzent.

## Leben
Krevoy ist der Gründer und Chairman/Chief Executive Officer der Motion Picture Corporation of America (MPCA), einer angesehenen Filmproduktionsfirma von hochwertigen Filmen für Kino und Fernsehen. Er half vielen Schauspielern und Filmschaffenden zu Beginn ihrer Karrieren unter anderem Vince Vaughn, Ben Stiller, Sarah Jessica Parker, Will Ferrell, Viggo Mortensen, Ashley Judd, Jude Law, Reese Witherspoon, Paul Rudd, Kirsten Dunst, Courteney Cox, Bill Paxton, Ben Foster, Gretchen Mol und Jon Turteltaub.

## Filmografie (Auswahl)
- 1990: Highway Chaoten (Think Big)
- 1991: Trabbi goes to Hollywood (Driving Me Crazy)
- 1992: Colors of Crime (Sketch Artist)
- 1992: Double Trouble – Warte, bis mein Bruder kommt (Double Trouble)
- 1993: Böse Schatten (Love, Cheat & Steal)
- 1994: Einsam Zweisam Dreisam (Threesome)
- 1994: Dumm und Dümmer (Dumb & Dumber)
- 1995: Cold Blooded (Coldblooded)
- 1995: Soldier Boyz
- 1996: Wenn Lucy springt (If Lucy Fell)
- 1996: Kingpin
- 1996: The War at Home
- 1996: Albino Alligator
- 1997: Retroactive
- 1997: Beverly Hills Ninja – Die Kampfwurst (Beverly Hills Ninja)
- 1997: Eine tödliche Blondine (The Corporate Ladder)
- 1997: Kansas Nights (The Locusts)
- 1997: Gangland – Cops unter Beschuß (Gang Related)
- 1997: Bloody Wedding – Die Braut muss warten (Best Men)
- 1997: Absturz in der Wildnis (True Heart)
- 1998: Liebe per Express (Overnight Delivery)
- 1998: Liebe auf den ersten Schrei (Music from Another Room)
- 1998: Route 9
- 1999: The Suburbans – The Beat Goes On! (The Suburbans)
- 1999: Born To Kill – Tödliche Erinnerungen (Absence of the Good)
- 2002: Joe & Max (Joe and Max)
- 2002: Boat Trip
- 2002: Borderline – Unter Mordverdacht (Borderline)
- 2003: Almost Legal – Echte Jungs machen’s selbst (National Lampoon's Barely Legal)
- 2003: Dumm und dümmerer (Dumb and Dumberer: When Harry Met Lloyd)
- 2004: Dracula 3000
- 2004: Blast
- 2005: Slipstream – Im Schatten der Zeit (Slipstream)
- 2006: Second in Command
- 2006: Hard Corps (The Hard Corps)
- 2006: Pumpkinhead: Asche zu Asche (Pumpkinhead: Ashes to Ashes)
- 2007: Pumpkinhead: Blutfehde (Pumpkinhead: Blood Feud)
- 2010: Hexen – Die letzte Schlacht der Templer (Witchville)
- 2011: Arena
- 2012: Meeting Evil
- 2012: Last Bullet – Showdown der Auftragskiller (One in the Chamber)
- 2012: Six Bullets
- 2013: The Package – Killer Games (The Package)
- 2019: Weihnachten in der Wildnis (Holiday in the Wild)
- 2019: The Knight Before Christmas
- 2020: Alles Gute kommt von oben (Operation Christmas Drop)
- 2020: Prinzessinnentausch: Wieder vertauscht (The Princess Switch: Switched Again)
- 2022: Falling for Christmas
- 2023: Best. Christmas. Ever!
- 2024: Irish Wish
- 2024: Mother of the Bride
- 2024: The Image of You
- 2024: Winter Spring Summer or Fall